# Skvättiväg
Skvättiväg (Euphorbia leuconeura) är en art i familjen törelväxter som är endemisk på Madagaskar. Arten odlas också som krukväxt, och är mycket lättskött. 

## Namn
"Skvättiväg" förekommer också som smeknamn på den närbesläktade kameuforbian, Euphorbia lophogona.
Namnet kommer av att då fröna är mogna lossnar de med en liten smäll och sprätter iväg några meter.
Äldre namn på E. leuconeura är afrikansk fröspottare, borsteuforbia och syndiga pojken.

## Utseende
Stammen börjar med en smal bas som övergår i ett köttigare parti med fem åsar. På åsarna växer bruna korta "hår". Bladen växer på dalarna mellan åsarna. De små vita blommorna växer i kluster ovanför bladbaserna. Blommorna utvecklas till runda bruna frön cirka 3–4 mm i diameter.

## Giftighet
Växten är relativt giftig, och kan ge ordentliga magbesvär.
Den mjölkvita växtsaften kan irritera huden, och särskilt ögonen, vilket gör att handskar rekommenderas när den hanteras.